# Slash’s Snakepit
A Slash's Snakepit egy Slash által alapított amerikai rock együttes.
Miközben a Guns N’ Roses éppen pihenőjét töltötte Slash, Gilby, Matt, és Mike minden egyes este összejártak jammelni Slash házi stúdiójában. Ezekből az esti zenélésekből végül összeállt az "It's Five O' Clock Somewhere" teljes anyaga. Axl csekély – az anyag iránti érdeklődése – után Slash keresett egy énekest (Eric Dover a Jellyfishből) és elvitte az anyagot a Geffen Recordshoz, ahol azonnal melléálltak, kiadták, majd turnézni küldték a csapatot. Amikor a Guns N’ Roses beindulni látszott, a Geffen megvonta a támogatást a Snakepittől. Ezzel az első album és az első formáció turnéja véget ért.
Slash legközelebb a Guns N’ Rosesból való kiválása után formálta újjá a csapatot, de ez a formáció sem bizonyult hosszú életűnek. 2001 végén ez is feloszlott. A Snakepit végül két rock albumot hagyott hátra az utókornak.

## Tagok

### 1994
- Saul "Slash" Hudson – szólógitár
- Gilby Clarke – ritmusgitár
- Mike Inez – basszusgitár
- Matt Sorum – dob

### 1994 – 1995
- Eric Dover – ének
- Saul "Slash" Hudson – szólógitár
- Gilby Clarke – ritmusgitár
- Mike Inez – basszusgitár
- Matt Sorum – dob

### 1995
- Eric Dover – ének
- Saul "Slash" Hudson – szólógitár
- Gilby Clarke – ritmusgitár
- James LoMenzo – basszusgitár
- Brian Tichy – dob

### 1998-2000
- Rod Jackson – ének
- Saul "Slash" Hudson – szólógitár
- Ryan Roxie – ritmusgitár
- Johnny Griparic – basszusgitár
- Matt Laug – dob
- Teddy Andreadis – billentyűk

### 2000-2001
- Rod Jackson – ének
- Saul "Slash" Hudson – szólógitár
- Keri Kelli – ritmusgitár
- Johnny Griparic – basszusgitár
- Matt Laug – dob
- Beathoven – billentyűk

## Albumok
- It's Five O'Clock Somewhere (1995)
- Ain't Life Grand (2000)